# Старково (Ленинградская область)
Старково — деревня в Хваловском сельском поселении Волховского района Ленинградской области.

## История
На карте Санкт-Петербургской губернии Ф. Ф. Шуберта 1834 года упоминается деревня Стирково.

СТАРКОВО — деревня принадлежит господам Виндомским, число жителей по ревизии: 36 м. п., 38 ж. п.. (1838 год)

Как деревня Старково она отмечена и на карте Ф. Ф. Шуберта 1844 года.

СТАРКОВО — деревня госпожи Вындомской и господина Коханова, по просёлочной дороге, число дворов — 24, число душ — 72 м. п. (1856 год)

СТАРКОВО (ПЕЛЬЖИЦЫ) — деревня владельческая при колодце, число дворов — 29, число жителей: 78 м. п., 81 ж. п.; Часовня православная. (1862 год)

В 1868—1869 годах временнообязанные крестьяне деревни выкупили свои земельные наделы у В. П. Вындомской и стали собственниками земли.

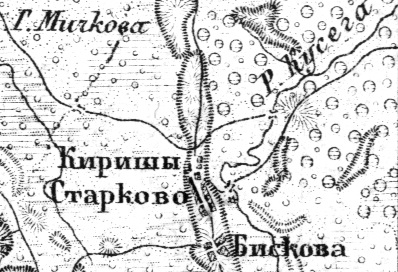
Деревня Старково на карте 1872 года

Согласно карте Ф. Ф. Шуберта 1872 года в деревне находилась водяная мельница.
В 1873—1875 годах временнообязанные крестьяне выкупили свои земельные наделы у А. П. Похановой и Е. П. Бестужевой.
Согласно материалам по статистике народного хозяйства Новоладожского уезда 1891 года имение при селении Старково принадлежало дворянам Коханову А. П. и Бестужевой Е. П., имение было приобретено до 1868 года.
Согласно епархиальным сведениям 1899 года деревня относилась к приходу Спасо-Преображенской церкви (ранее Николаевской, Николаевского Сясьского погоста) в селе Кусяги.
В конце XIX — начале XX века деревня административно относилась к Хваловской волости 2-го стана Новоладожского уезда Санкт-Петербургской губернии.
По данным «Памятной книжки Санкт-Петербургской губернии» за 1905 год деревня Старково входила в Старковское сельское общество.
С 1917 по 1923 год деревня входила в состав Старковского сельсовета Хваловской волости Новоладожского уезда.
С 1923 года в составе Урицкого сельсовета Колчановской волости Волховского уезда.
С 1927 года в составе Волховского района.
В 1928 году население деревни составляло 227 человек.
Согласно карте Ленинградской области Северо-западного аэрогеодезического треста ГГУ издания 1932 года деревня насчитывала 22 крестьянских двора, к югу от деревни находилась ветряная мельница, в деревне — почтовая контора.
По данным 1933 года деревня Старково являлась административным центром Урицкого сельсовета Волховского района, в который входили 16 населённых пунктов: деревни Алферово, Бережок, Блоково (Бисково), Дудачкино, Заречье, Киреши, Кукушкин Бор, Логиново, Надозерье, Погорелец, Поддубье, Плосково, Старково, Токарево и выселок Любава, общей численностью населения 1432 человека.
По данным 1936 года в состав Урицкого сельсовета входили 10 населённых пунктов, 258 хозяйств и 10 колхозов. Административным центром сельсовета была деревня Дудачкино.
С 1946 года в составе Новоладожского района.
В 1958 году население деревни составляло 96 человек.
С 1963 года вновь в составе Волховского района.
По данным 1966, 1973 и 1990 годов деревня Старково входила в состав Хваловского сельсовета.
В 1997 году в деревне Старково Хваловской волости проживали 11 человек, в 2002 году — 17 человек (русские — 94 %).
В 2007 году в деревне Старково Хваловского СП — 9 человек.

## География
Деревня расположена в юго-восточной части района на автодороге 41К-393 (Дудачкино — Старково).
Расстояние до административного центра поселения — 14 км.
Расстояние до ближайшей железнодорожной станции Колчаново — 32 км.
Деревня находится близ правого берега реки Кусеги.

## Демография
| 1838 | 1862 | 1997 | 2007 | 2010 | 2017 |
| ---- | ---- | ---- | ---- | ---- | ---- |
| 74   | ↗159 | ↘11  | ↘9   | ↗11  | ↘7   |

Согласно данным Всероссийской переписи населения 2021 года в деревне не было постоянного населения.